# Daniel Pitín
Pour les articles homonymes, voir Pitín.
Daniel Pitín, né le 10 mai 1977 à Kladno est un peintre tchèque.
Formé à la peinture classique, entre 1994 et 2001, à l’Académie des beaux-arts de Prague, depuis 2001, son travail a été largement présenté dans des expositions collectives et individuelles, notamment au Veletržní palác (2003), à la Galerie Charim à Vienne (2006, 2013), la Galerie Hunt Kastner à Prague (2009, 2016), la Galerie Nicodim de Los Angeles (2012, 2017).

## Distinction
- 2007 : prix Mattoni du meilleur jeune artiste de la biennale de Prague.
- 2009 : prix du meilleur court-métrage d'animation pour Lost Architect au festival du film animé d'Olomouc.